# 유엔 총회 결의 제96호 (I)
유엔 총회 결의 제96호는 '집단학살 범죄'라는 제목으로, 유엔 총회가 첫 번째 회기에 속하는 1946년 12월 11일 결의한 것이다. 주요 내용은 집단학살이 국제법에 따라 범죄임을 확인하는 것이다. 이 결의안 이전에는 집단학살 행위가 법적으로 반인륜 범죄에 속하는 것으로만 간주되었다.
또 유엔 경제 사회 이사회는 국가 차원에서 집단학살 행위를 예방하고 처벌할 의무를 지도록 하는 국제조약을 작성하도록 촉구하였다. 2년 후인 1948년 유엔 총회는 집단살해범죄의 방지와 처벌에 관한 협약을 채택하여 1951년 발효되었는데, 이를 통해 처음으로 집단살해범죄에 대한 법적 정의가 제시되었다.

## 같이 보기
- 대량학살 연구 관련 참고문헌(영어판)

## 추가 링크
- “United Nations General Assembly Resolution 96 (I): The Crime of Genocide” (PDF). 《United Nations》. 1946년 12월 11일. 2017년 10월 13일에 확인함.